# Pleiades (суперкомпьютер)
Pleiades (произносится /pliː ə diːz/ или /pʰ le diːz/) — петафлопсный суперкомпьютер, установленный в NASA Advanced Supercomputing (NAS) исследовательского центра Эймса (NASA Ames), вблизи города Маунтин-Вью, штат Калифорния, США. Суперкомпьютер поддерживается NASA, SGI и Intel.
По состоянию на ноябрь 2016 года Pleiades был № 13 в списке самых производительных суперкомпьютеров мира TOP500 с результатом в тесте LINPACK в 5,95 петафлопс и пиковой производительностью 7,25 петафлопс.

## История
Изначально создан в 2008 году и назван в честь звёздного скопления Плеяды. На момент создания он занял третье место в рейтинге TOP500 с результатом 487 терафлопс (0,48 петафлопс) в тесте LINPACK. Тогда он состоял из 100 стоек SGI Altix ICE 8200EX, содержащих 12,8 тысяч четырёхъядерных процессоров Intel Xeon E5472 Harpertown, объединённых 20 милями кабелей InfiniBand DDR.
В 2009 году был расширен добавлением 10 стоек на базе 4-ядерных Intel Xeon X5570 (Nehalem), занял 6 место в ноябре 2009 в TOP500, с общим числом процессоров 14 тысяч и производительностью в 544 терафлопс.
В 2010 году было добавлено 32 стойки SGI Altix ICE 8400 с 6-ядерными Intel Xeon X5670 (Westmere), увеличив число процессоров до 18,4 тысяч (81,9 тысяч ядер, 144 стойки). Теоретическая пиковая производительность составила 973 терафлопс, а на тесте LINPACK — 773 терафлопс. С добавлением этих стоек был произведен частичный переход с Infiniband DDR на гибридную сеть Infiniband DDR/QDR, которая стала крупнейшей в мире с более чем 45 милями кабелей.
В 2011 добавлено ещё 14 стоек ICE 8400 с процессорами Westmere. Pleiades занял 7 место в июньском TOP500 с результатом 1,09 петафлопс.
Для связи узлов используются сети InfiniBand DDR и QDR с оптическими кабелями. Она же связывает кластер и подсистему хранения данных. Общая длина кабелей достигла 65 миль. Топология сети — частичный 11-мерный гиперкуб, в котором каждый узел имеет 11 соединений.
В 2012 NASA, SGI и Intel начали интеграцию 24 новых стоек Altix ICE X с восьмиядерными Intel Xeon E5-2760 (Sandy Bridge) для замены 27 оригинальных стоек Alitx 8200 с 4-ядерными чипами. После обновления в кластере насчитывалось 126,7 тысяч ядер, 233 терабайта ОЗУ и 182 стойки. Каждый узел на Sandy Bridge имеет 4 порта InfiniBand FDR, каждый из которых работает со скоростью 56 гигабит/с (около 7 гигабайт/с).
В начале 2013 начались работы по удалению всех оставшихся четырёхъядерных процессоров из кластера путём установки 46 стоек SGI ICE X на базе 10-ядерных Intel Xeon E5-2680V2 (Ivy Bridge-EP, 22 нм). В августе, после их завершения система повысила пиковую производительность с 1,78 петафлопс до 2,87 петафлопс. С января по апрель 2014 года было добавлено ещё 29 стоек с Ivy Bridge, и теоретическая производительность выросла до 3,59 петафлопс. Оставшиеся узлы на базе процессоров Nehalem и Westmere были изъяты.

## Роль в NASA
Pleiades — часть проекта NASA High-End Computing Capability (HECC) и использует передовые технологии для удовлетворения требований агентства к суперкомпьютерам. Инженеры и учёные NASA проводят высококачественное моделирование и симуляцию для миссий NASA в области: изучения Земли, наук о космосе, исследований аэронавтики, изучения космоса.
Среди проектов, использовавших Pleiades:
- Телескоп Кеплер[13][14]
- Исследования и разработки будущих ракет-носителей[15]
- Астрофизические исследования формирования галактик[16](например, модель Bolshoi[17][18]) и симуляции тёмной материи.[19]
- Изучение океанских течений[20]
- Исследования Земли, в том числе в рамках проекта NASA Earth Exchange (NEX)[21][22]